# Lidan
Lidan is een Zweedse rivier in de historische provincie Västergötland en in de huidige provincie Västra Götalands län.  De Lidan mondt uit in het Vänermeer bij Lidköping, vanwaar de naam van de stad, Lid-köping. De stroom begint in het  hoogland van Ulricehamn. De Lidan is 93 km lang en zijn stroomgebied is 2.262 km².

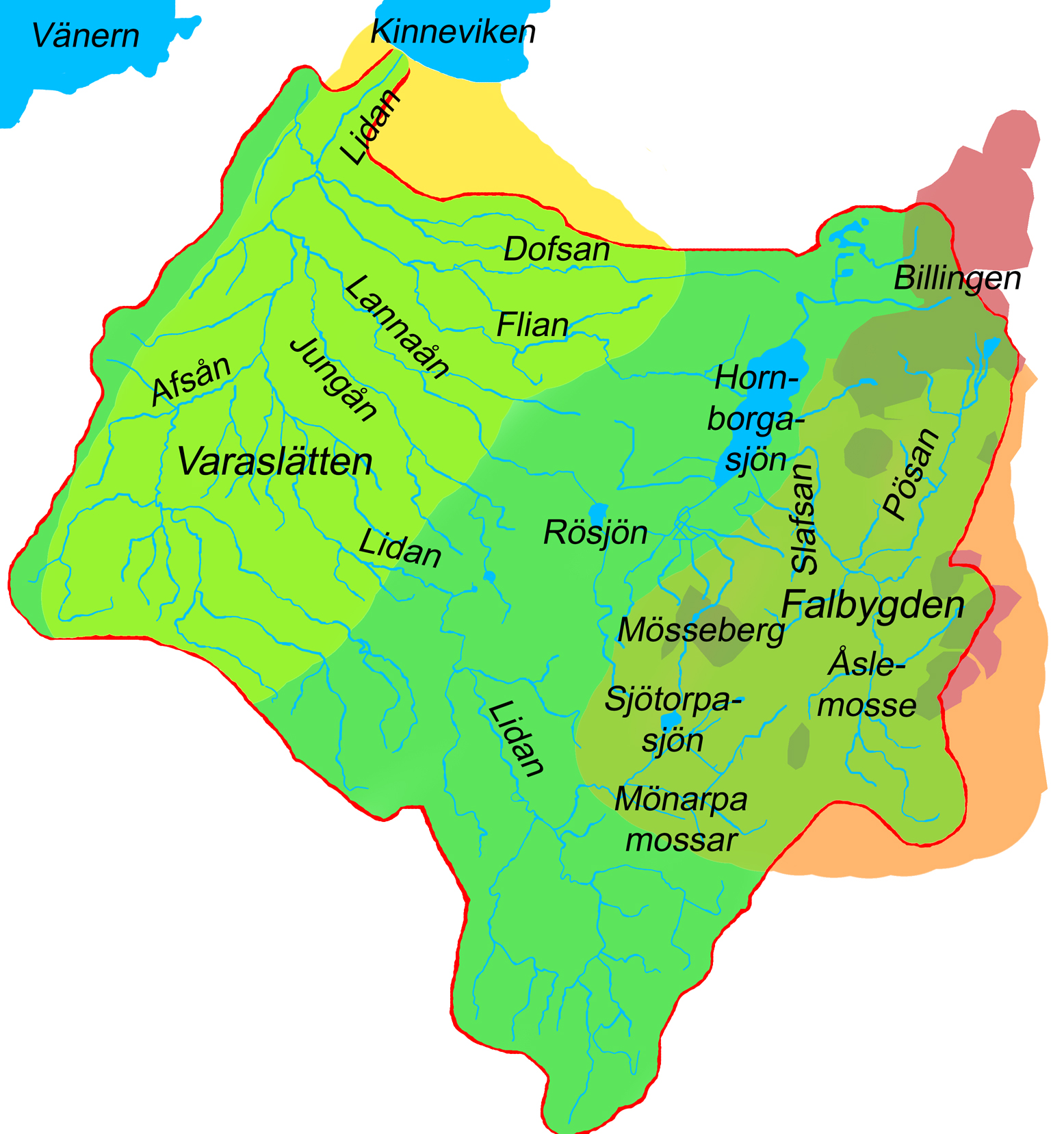
Het stroomgebied van Lidan